# Mochòkids

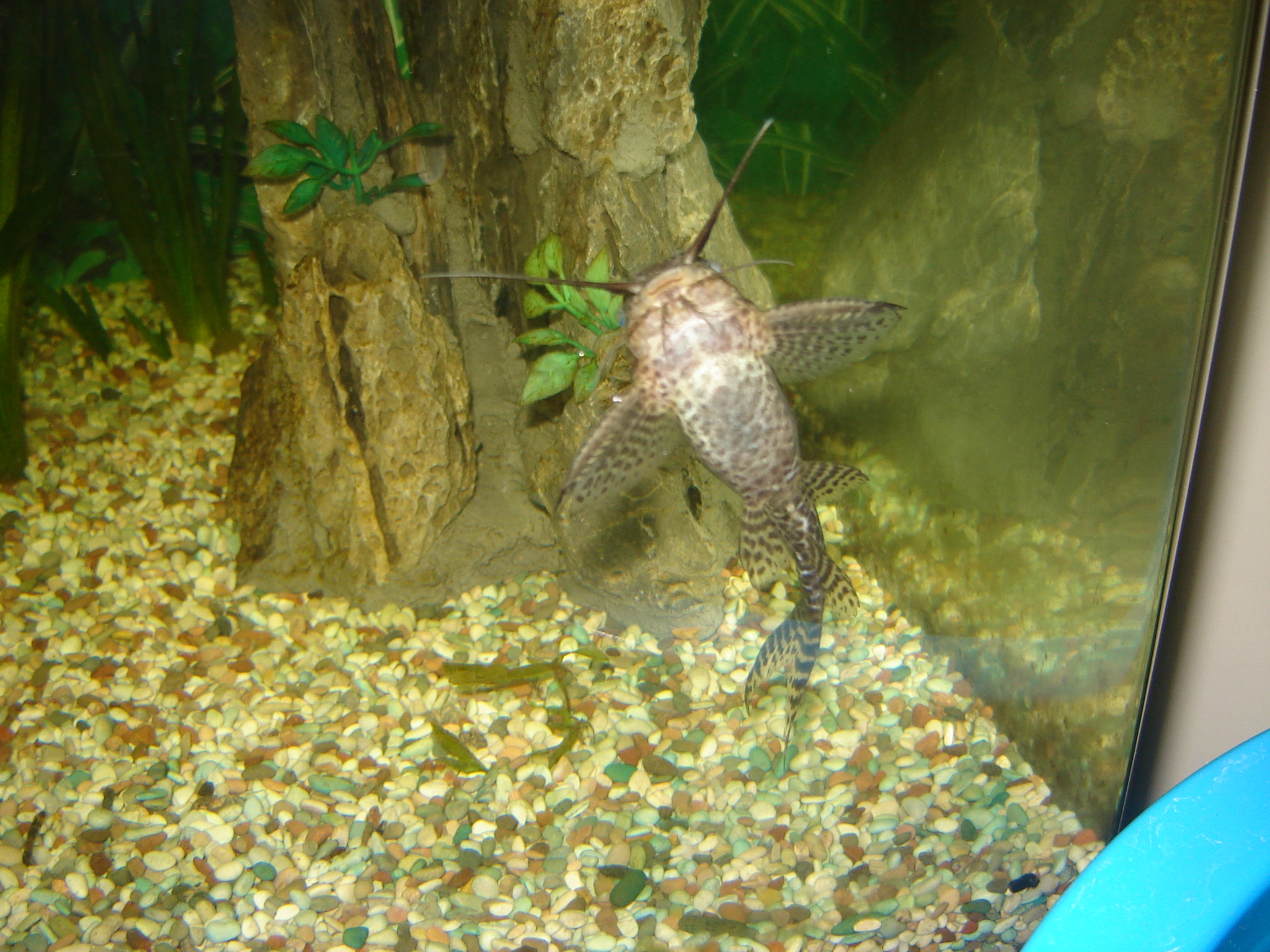
Synodontis eupterus

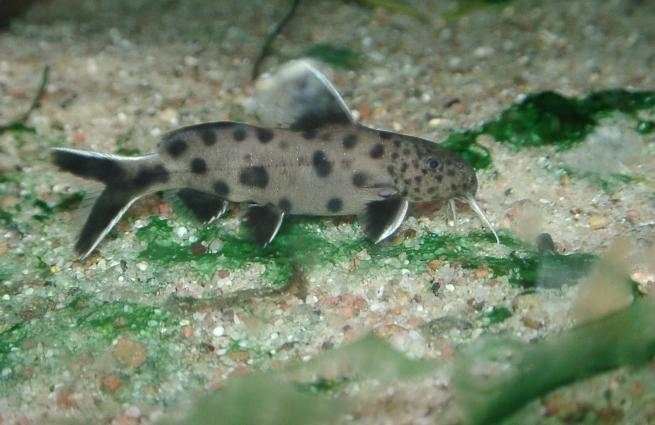
Synodontis petricola

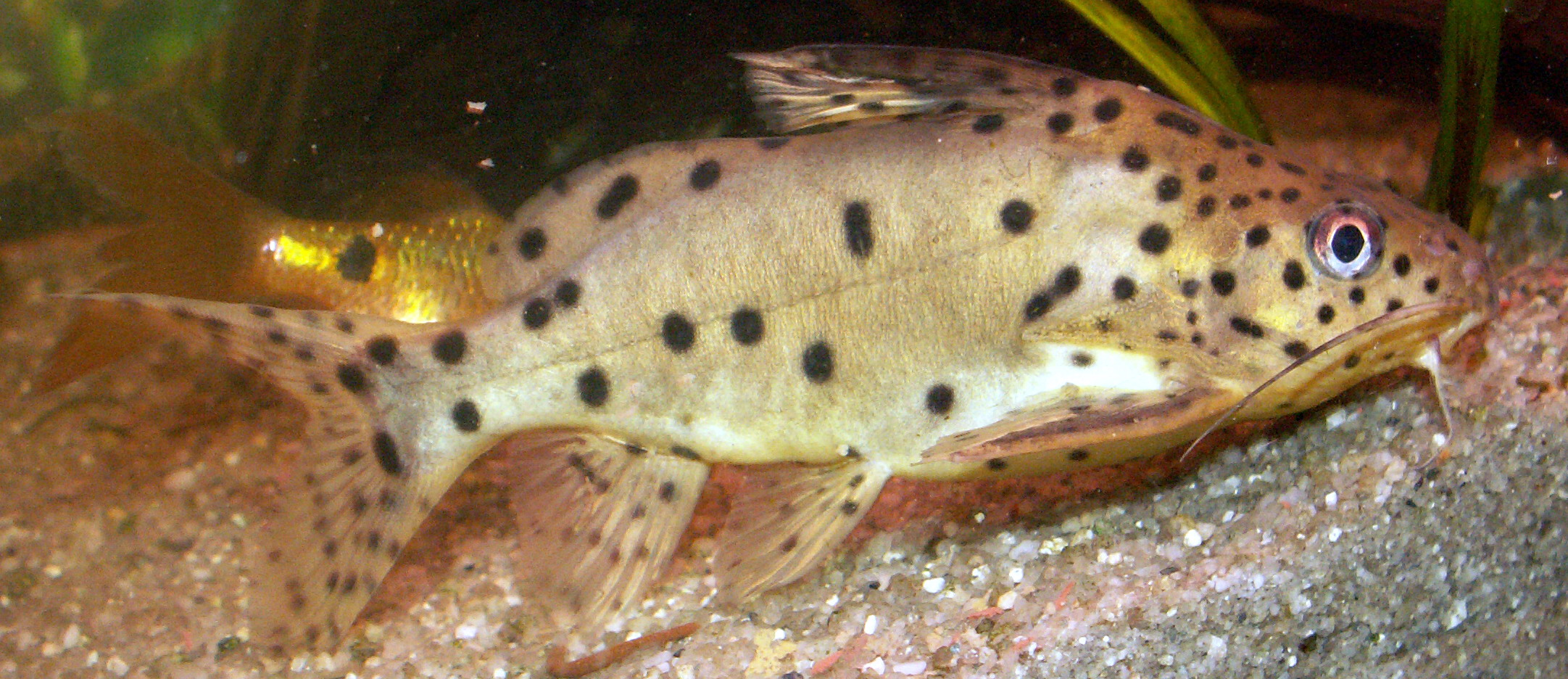
Synodontis njassae

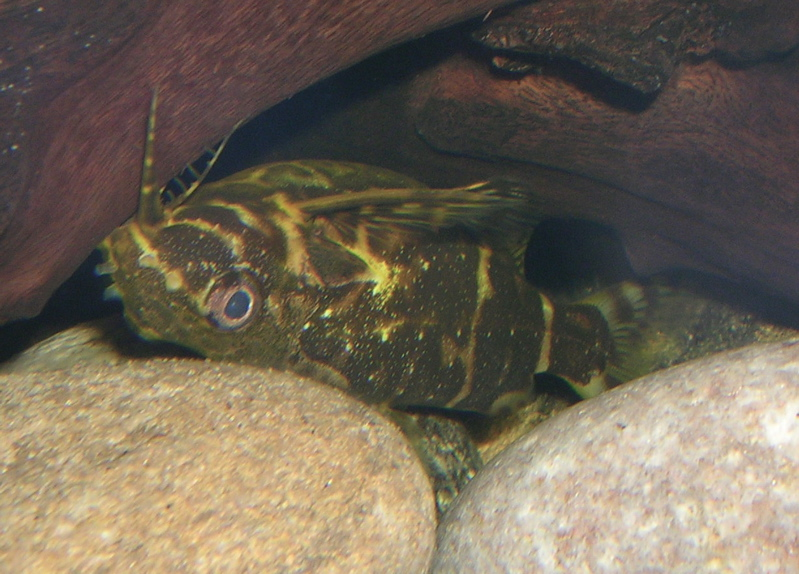
Synodontis nigriventris

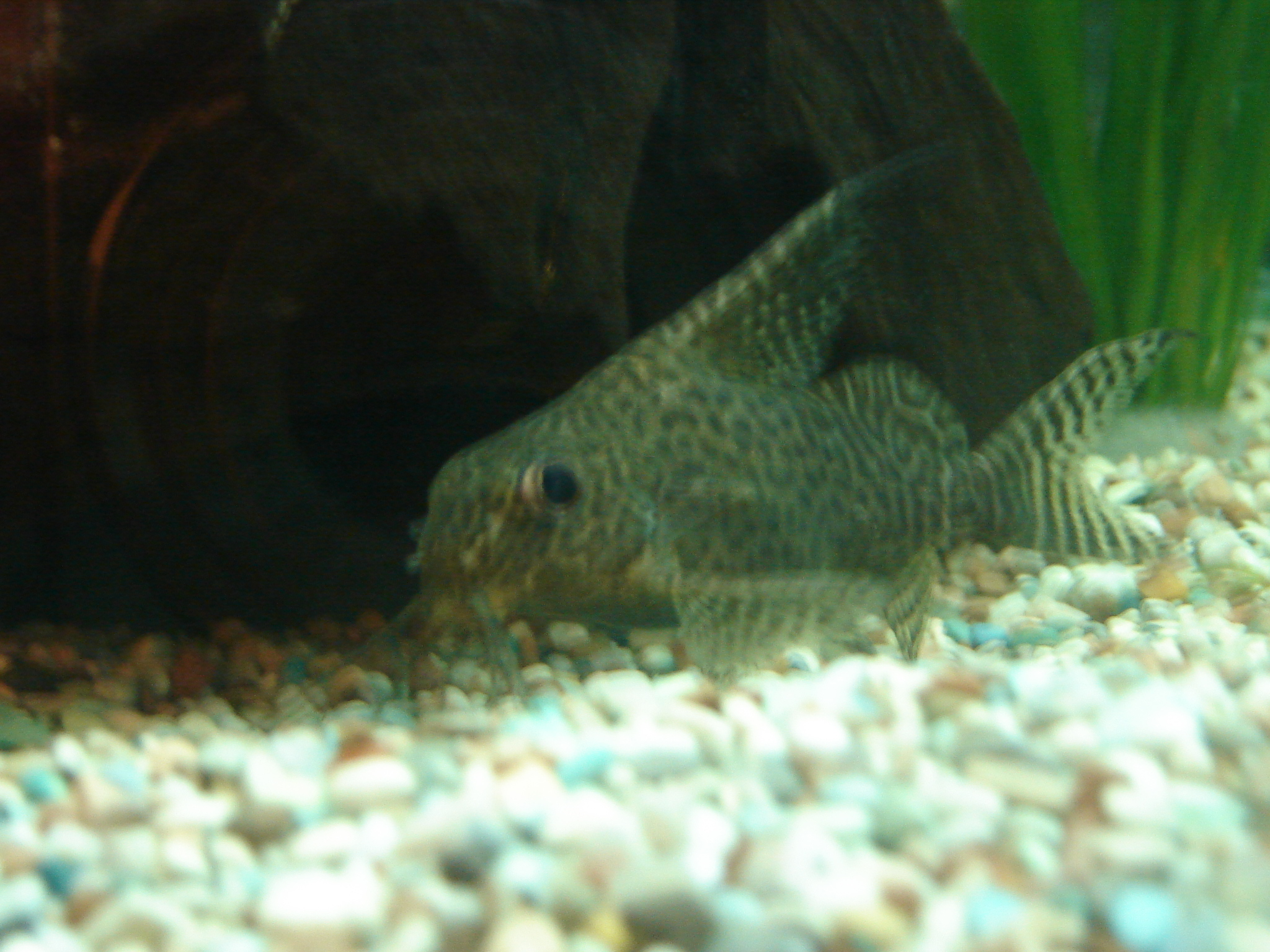
Synodontis eupterus

La família dels mochòkids (Mochokidae) és constituïda per peixos actinopterigis d'aigua dolça de l'ordre dels siluriformes.

## Morfologia
- Llargària màxima: 72 cm.[2]
- Cos rabassut i lleugerament comprimit des del centre fins a la regió caudal.
- Les aletes dorsal i pectoral estan constituïdes per radis espinosos.
- Absència d'escates.[3]

## Distribució geogràfica
Es troba a Àfrica.

## Gèneres
- Acanthocleithron (Nichols & Griscom, 1917)[5]
  - Acanthocleithron chapini (Nichols & Griscom, 1917)
- Atopochilus (Sauvage, 1879)[6]
  - Atopochilus chabanaudi  (Pellegrin, 1938)
  - Atopochilus christyi  (Boulenger, 1920)
  - Atopochilus macrocephalus  (Boulenger, 1906)
  - Atopochilus mandevillei  (Poll, 1959)
  - Atopochilus pachychilus  (Pellegrin, 1924)
  - Atopochilus savorgnani  (Sauvage, 1879)
  - Atopochilus vogti  (Pellegrin, 1922)
- Brachysynodontis (Bleeker, 1862)[7]
  - Brachysynodontis batensoda (Rüppell, 1832)
- Chiloglanis (Peters, 1868)[8]
- Euchilichthys (Boulenger, 1900)[9]
  - Euchilichthys astatodon  (Pellegrin, 1928)
  - Euchilichthys boulengeri  (Nichols & La Monte, 1934)
  - Euchilichthys dybowskii  (Vaillant, 1892)
  - Euchilichthys guentheri  (Schilthuis, 1891)
  - Euchilichthys royauxi  (Boulenger, 1902)
- Microsynodontis (Boulenger, 1903)[10]
- Mochokiella (Howes, 1980)[11]
  - Mochokiella paynei (Howes, 1980)
- Mochokus (Joannis, 1835)[12]
  - Mochokus brevis (Boulenger, 1906)
  - Mochokus niloticus (Joannis, 1835)
- Synodontis (Cuvier, 1816)[13][14][15][16][17][18][19]